# Gouvernement de la RDA de 1981-1986
 (novembre 2024).
Si vous disposez d'ouvrages ou d'articles de référence ou si vous connaissez des sites web de qualité traitant du thème abordé ici, merci de compléter l'article en donnant les références utiles à sa vérifiabilité et en les liant à la section « Notes et références ».
RDA
1976-1981 1986-1989
Le huitième gouvernement de la République démocratique allemande (RDA) dure du 26 juin 1981 au 17 juin 1986.

## Composition[1]
| Ministère                                                        | Nom | Parti                         |
| ---------------------------------------------------------------- | --- | ----------------------------- |
| Ministre-président                                               | Willi Stoph | SED                           |
| Premier vice-ministre-président                                  | Werner Krolikowski Alfred Neumann | SED                           |
| Vice-ministre-président                                          | Manfred Flegel (de) Wolfgang Rauchfuß (de) Gerhard Schürer Rudolph Schulze Hans Reichelt Gerhard Weiss (de) jusqu'au 7 janvier 1986 Horst Sölle (de) à partir du 8 mai 1986 Herbert Weiz Hans-Joachim Heusinger Günther Kleiber | NDPD SED CDU DBD SED LDPD SED |
| Affaires étrangères                                              | Oskar Fischer | SED                           |
| Intérieur                                                        | Friedrich Dickel | SED                           |
| Défense                                                          | Heinz Hoffmann († 2 décembre 1985) Heinz Keßler à partir du 3 décembre 1985 | SED                           |
| Finances                                                         | Ernst Höfner | SED                           |
| Président de la Banque d'État                                    | Horst Kaminsky (de) | SED                           |
| Éducation                                                        | Margot Honecker | SED                           |
| Culture                                                          | Hans-Joachim Hoffmann | SED                           |
| Président de la Commission de Planification                      | Gerhard Schürer | SED                           |
| Vice-président de la Commission de Planification                 | Wolfgang Greß | SED                           |
| Secrétaire d'État de la Commission de Planification              | Heinz Klopfer | SED                           |
| Charbon et Énergie                                               | Wolfgang Mitzinger | SED                           |
| Materialwirtschaft                                               | Wolfgang Rauchfuß | SED                           |
| Mines et Métallurgie                                             | Kurt Singhuber (de) | SED                           |
| Industrie chimique                                               | Günther Wyschofsky | SED                           |
| Électrotechnique et Électronique                                 | Otfried Steger (de) jusqu'au 30 septembre 1982 Felix Meier | SED                           |
| Allgemeinen Maschinenbau                                         | Günther Kleiber jusqu'au 12 mars 1986 Gerhard Tautenhahn | SED                           |
| Schwermaschinen und Anlagenbau                                   | Rolf Kersten | SED                           |
| Verarbeitungsmaschnen und Fahrzeugbau                            | Rudi Georgi | SED                           |
| Industries du verre et de la céramique                           | Werner Greiner-Petter jusqu'au 8 décembre 1983 Karl Grünheid (de) | SED                           |
| Industrie légère                                                 | Werner Buschmann | SED                           |
| Bezirksgeleitete und Lebensmittelindustrie                       | Udo-Dieter Wange | SED                           |
| Sciences et Techniques                                           | Herbert Weiz | SED                           |
| Commerce et Approvisionnements                                   | Gerhard Briksa (de) | SED                           |
| Construction                                                     | Wolfgang Junker | SED                           |
| Commerce extérieur                                               | Horst Sölle (de) jusqu'au 8 mai 1986 Gerhard Beil | SED                           |
| Président du Comité d'inspection des travailleurs et des paysans | Albert Stief | SED                           |
| Vorsitzender des Staatlichen Vertragsgerichts                    | Manfred Flegel | NDPD                          |
| Santé                                                            | Ludwig Mecklinger | CDU                           |
| Justice                                                          | Hans-Joachim Heusinger | LDPD                          |
| Géologie                                                         | Manfred Bochmann (de) | SED                           |
| Postes et Télécommunications                                     | Rudolph Schulze | CDU                           |
| Transports                                                       | Otto Arndt | SED                           |
| Protection de l'Environnement et Gestion de l'Eau                | Hans Reichelt | DBD                           |
| Agriculture, Forêts et Agroalimentaire                           | Heinz Kuhrig jusqu'au 3 décembre 1982 Bruno Lietz | SED                           |
| Sécurité d'État                                                  | Erich Mielke | SED                           |
| Secrétaire d'État au Travail et aux Salaires                     | Wolfgang Beyreuter | SED                           |
| Secrétaire d'État aux Affaires religieuses                       | Klaus Gysi | SED                           |
| Chef du bureau de l'Enseignement supérieur et technique          | Hans-Joachim Böhme | SED                           |
| Chef du bureau des Prix                                          | Walter Halbritter | SED                           |
| Chef du bureau de la Jeunesse                                    | Hans Sattler | SED                           |
| Maire de Berlin-Est                                              | Erhard Krack | SED                           |

## Sources
- (de) Cet article est partiellement ou en totalité issu de l’article de Wikipédia en allemand intitulé « Ministerrat der DDR (1981–1986) » (voir la liste des auteurs).